# 로사톰
로사톰(러시아어: Росатом, 영어: RosAtom)은 러시아 원자력부(MINATOM)을 대신하는 러시아의 국영기업이자 세계 최대의 원자력 기업이다. 로사톰은 미국 원자력규제위원회와 역할이 대조되는 측면이 있다. 로사톰의 본사는 모스크바에 위치해 있다.

## 역사
러시아 원자력부(러시아어: Министерство по атомной энергии Российской Федерации), 또는 미나톰(MinAtom, МинАтом)은 소련의 원자력공학부를 잇기 위해서 1992년 1월 29일 설립되었다. MinAtom은 2004년 3월 9일 러시아 연방 원자력청으로 재조직되게 되었다. 그 후 2007년 11월 러시아 의회에서 통과된 법에 의해서 러시아 연방 원자력청은 국영 기업인 로사톰으로 바뀌게 된다.

## 활동
로사톰은 밑에 여러 자회사를 두고 있는데, 그중엔 국내 원전을 건설/관리하는 아톰에네르고프롬(Atomenergoprom), 핵무기 콤비나트, 원자력 연구소와 원자력 안전청을 운영하고 있다. 로사톰은 또한 세계속에서 러시아가 원자력을 평화적으로 사용하고 있다는 것과 더불어 핵무기 확산 방지를 위해 노력하고 있다는 것을 상징하고 있다.
전세계 원자력 시장에서 선두를 달리고 있으며, 12개국에 41개 발전소를 건설하고 있다. 해외 원자력 발전소 시장에서 자주 입찰하는 기업이며, 한국, 프랑스, 미국의 원자력 발전소 기업들과 경쟁하고 있다. 세계 핵연료 시장의 대략 16% 정도를 차지하고 있다.
원자력 발전과 별개로, 문화의 영토라는 러시아 민요 및 노래와 관련된 문화 사업을 후원하고 있다.

## 참고 문헌
1. 1 2  “Rosatom State Corporation registered”. Rosatom. 2007년 12월 17일. 2013년 12월 21일에 원본 문서에서 보존된 문서. 2008년 1월 5일에 확인함.
2. ↑  “Rosatom State Atomiс Energy Corporation ROSATOM global leader in nuclear technologies nuclear energy”. 2024년 7월 13일에 확인함.